# Катанијело III (Кампобасо)
Катанијело III је насеље у Италији у округу Кампобасо, региону Молизе.
Према процени из 2011. у насељу је живело 243 становника. Насеље се налази на надморској висини од 569 м.